# Mitterlabill
Mitterlabill là một đô thị thuộc huyện Feldbach trong bang Steiermark, nước Áo. Đô thị Mitterlabill có diện tích 7,88 km², dân số cuối năm 2005 là 309 người.